# 必殺白木矢高校剣道部
『必殺白木矢高校剣道部』（ひっさつしろきやけんどうぶ）は、真田ぽーりんによる日本の4コマ漫画作品。『まんがライフMOMO』（竹書房）誌上で連載されていた。

## 概要
高校の剣道部員たちの日常を描く4コマ漫画。
作者自身が中学時代に剣道部に在籍していたこともあり、ネタの多くが剣道部員の日常や練習に関係するものとなっている。
『まんがライフMOMO』（竹書房）誌上で2003年8月（創刊）号より2007年3月号まで連載され、単行本は全2巻。

## 登場人物
鬼瓦桜
白木矢高校剣道部新入部員。
スタート時は高校1年生でその後2年生に進級。
元気いっぱいで明るい女の子。
なぜか打ち合いの際にはこけてしまい、相手の股間を強打してしまうため男子に恐れられている。
勉強の成績は良くなく、数学の追試を受けていた。
他校の剣道部員である錦野に惚れられており、当初はうざがっていたものの、次第に意識するようになっていき、扱いも上手くなってきた。
剣道暦は無く、高校に入って1年半で三級の腕前だが、3年に進級する際に主将に任命された。
中田麻衣子
桜と同じく剣道部の新入部員。
眼鏡をかけていて、隠れグラマー。
眼鏡を外すと美少女だが、コンタクトは付ける時が怖いということで眼鏡を使用。
作中で級審査を受け、1級に受かった。
河合朋子
桜と同じく剣道部の新入部員。
気配り上手。
作中で級審査を受け、1級に受かった。
土屋一機
剣道部の主将で高校2年生。
スパルタ式の練習が大好き。
スパルタ好きなのは本人がドM体質であることに由来しているところもある。
錦野彰
白木矢高校のライバル校である村崎高校剣道部部員の高校1年生。
剣道初段の実力者。
桜に片思いをしており、頻繁に部活を休んで白木矢高校にやって来ては桜にうざがられている。
あまりに頻繁に出没するため、他校である白木矢高校のイベントにもごく自然に参加している。
手先が器用なのか、桜に手編みのマフラーをプレゼントしたことがある。
実は勉強も学年トップの成績。
桜に片思いをする一方で、本人は気付いていないが玲子や轟（男子）に片思いされている。
小笠原玲子
村崎高校剣道部部員で錦野に片思いをしているため、なにかと桜をライバル視している。
そのため頻繁に白木矢高校に錦野が来ていないかをチェックしに来ているあまり、白木矢高校と妙に親しくなってしまっている。剣道二段の実力者で、勉強も学年トップ3に入る才色兼備。錦戸を振り向かせるための努力を怠らないが、こくごとく空回りしてしまう薄幸少女。M体質的なところがあり、錦野に対する想いのすれ違い感に喜びを感じることがある。
語尾に「ですわ」の付いたしゃべり方をする。
佐藤先生
白木矢高校剣道部の顧問。
ひょろっとした外見だが、剣道の腕は確かであり、その剣さばきは土屋をもってしても何発入ったのか分からないほど。
普段は失言をしては生徒たちに簀巻きにされることが多い。
如月薫
桜たちが2年生に上がった際に入ってきた白木矢高校剣道部の新入部員。
一見すると凛々しい男子だが、実はお嫁さんになることが夢の女の子。剣道経験者で初段の腕前。中学の頃は成績もトップだった。呪いやその類の話を真に受け、プレッシャーに弱いことが弱点。
轟健太
桜たちが2年生に上がった際に入ってきた白木矢高校剣道部の新入部員。男前だが、男好きで錦野が好み。錦野自身は「懐かれている」程度の認識。夢はお嫁さんになること。

## 単行本
- 真田ぽーりん『必殺白木矢高校剣道部』  竹書房〈バンブーコミックス〉 全2巻
  - 第1巻 （2005年10月27日発行） 0000ISBN 4-8124-6248-7
  - 第2巻 （2007年03月13日発行） ISBN 978-4-8124-6562-2